# Erasmus Schmidt (Philologe)

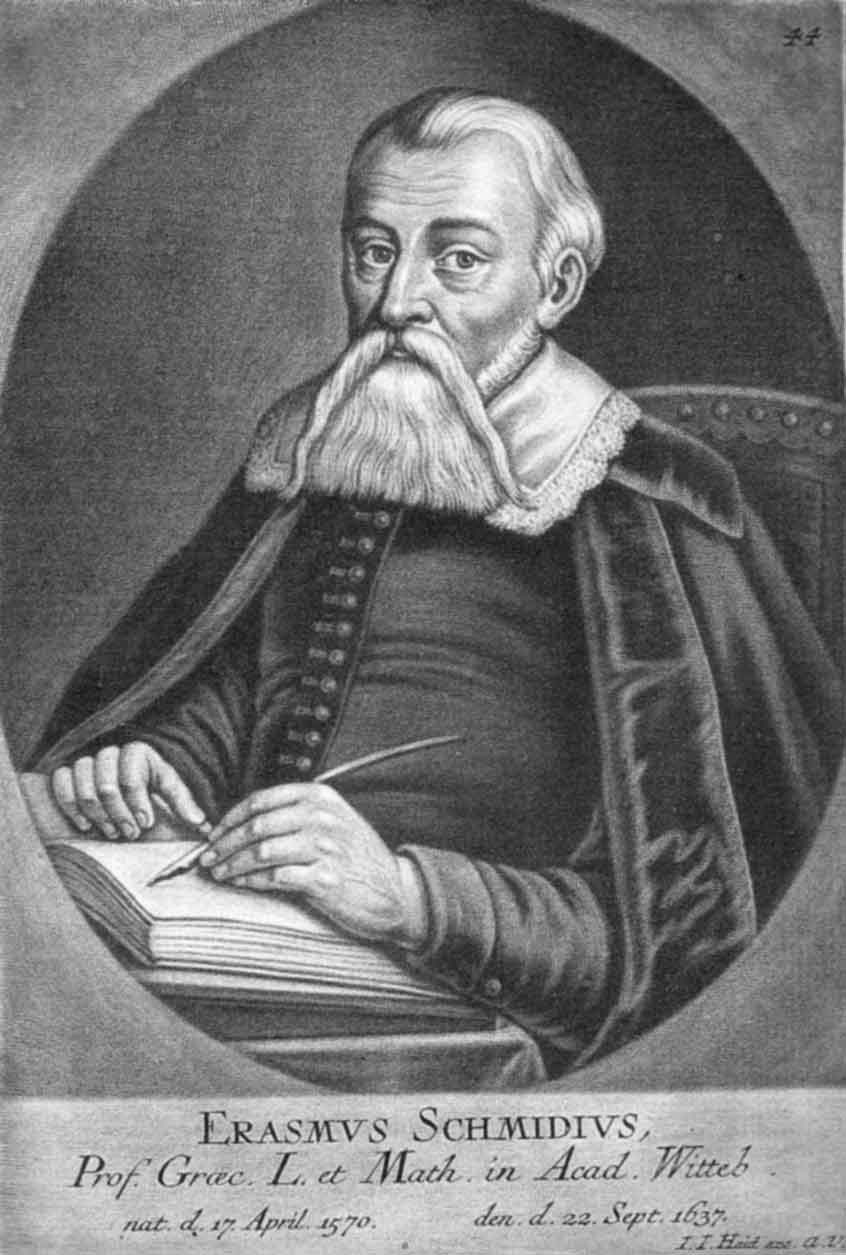
Erasmus Schmidt

Erasmus Schmidt (auch: Schmid, Schmied; * 17. April 1570 in Delitzsch; † 4. September 1637 in Wittenberg) war ein deutscher Philologe und Mathematiker.

## Leben
Schmidt war der Sohn des Delitzscher Bürgermeisters Thomas Schmidt und dessen Frau Rebecca, einer Tochter des Ratsverwandten Wolfgang Richter. Er stammte aus angesehenen bürgerlichen Verhältnissen. Sein Vater galt als erfahrener Mann im Umgang mit den sieben freien Künsten und ließ seinem Sohn bis zu seinem Tode eine gediegene Bildung zukommen. Nachdem er im 14. Lebensjahr auch die öffentliche Schule besucht hatte, wechselte er 1585 auf das kurfürstliche Landesgymnasium in Schulpforta, wo er unter anderem bei Sethus Calvisius lernte. Seine Leistungen waren so gut, dass er ein kurfürstliches Stipendium erlangte und 1590 an die Universität Wittenberg ging.
Dort absolvierte er ein Studium der Philosophie und promovierte 1593 zum Magister. Danach hielt er private Vorlesungen über griechische Sprache und Mathematik, wobei er solche Aufmerksamkeit erregte, dass er von Melchior Jöstel als Nachfolger für die Professur von Petrus Otto vorgeschlagen wurde. Jedoch bekam Jöstel selbst die Aufgabe zugewiesen und Schmidt begab sich in der Folge auf eine Reise nach Ungarn, wo er eine Anstellung als Pädagoge erhoffte. Da aus diesem Vorhaben jedoch nichts wurde, kehrte er nach Wittenberg zurück, wo er weiter Vorlesungen hielt und am 1. Mai 1597 als Adjunkt an die philosophische Fakultät aufgenommen wurde. Im Oktober desselben Jahres wurde ihm die Professur für griechische Sprache übertragen.
Die Art seiner Kenntnis der griechischen Literatur fand viel Lob. Richtiges Verständnis der Autoren wurde nicht nur aus bestimmten Regeln über die Strukturen der Wörter und der Sprache zu gewinnen gesucht, vielmehr war Schmidt einer, der aus intimster Vertrautheit mit der Sprache und den Zeitumständen sowie aus bester Kenntnis der Quellen und Autoren auszulegen und zu erklären verstand. Er war einer der letzten unter den deutschen Hellenisten, „welcher nach dem Vorbilde und im Geiste Melanchthons die griechische Sprache und Literatur lehrte“.
Sein Hauptwerk ist eine sorgfältig kommentierte Edition der Gedichte und Fragmente des Pindar mit lateinischer Übersetzung (Wittenberg 1616). Von seinen übrigen philologischen Unternehmungen sollen hier noch die Ausgabe der Gedichte des Hesiod (Wittenberg 1603), die ebenfalls auf lange Zeit maßgebend geblieben ist, das „Schullehrbuch der Dialekte der griechischen Sprache“ und die Arbeiten zur Textkritik und Interpretation des Neuen Testaments genannt werden. Im Streit um die altgriechische Aussprache verteidigte er die Reuchlinsche gegen die Erasmische. Sein Unterricht bot abwechselnd die Auslegung klassischer und nachklassischer Schriftsteller und die Darlegung der Sprachlehre, „wobei auch Rechtschreibung, Aussprache, Prosodie und Etymologie nicht vernachlässigt wurden“. Er verband in seiner Vorlesung über die poetische Weltbeschreibung „Oikumenes periegesis“ des griechischen Dichters Dionysios Periegetes philologischen Unterricht mit geographischer Lehre.
Schmidt verfasste verschiedene Bücher, verwaltete ab Oktober 1601 die Inspektion der kurfürstlichen Stipendiaten, führte 1604 die Visitationen der drei kurfürstlichen Landesschulen in Schulpforta, Meißen und Grimma durch und wurde 1614 neben seiner Professur für hebräische Sprache, Professor für niedere Mathematik.
Er hatte während seiner Zeit fünf Landtagen in den Jahren 1601, 1605, 1622, 1634 und 1635 beigewohnt und war zweimal Rektor der Wittenberger Akademie gewesen, zudem sieben Mal Dekan der philosophischen Fakultät. Das ihm angetragene Amt des Bürgermeisters von Wittenberg lehnte er jedoch wegen Überlastung ab.
Auch an Schmidt gingen die schweren Zeiten des Dreißigjährigen Krieges nicht spurlos vorüber. Ihn erfasste das damals in Wittenberg grassierende Fieber, auch Medikamente halfen nicht. Sein Tod wurde an der Leucorea als ein großer Verlust für die Wissenschaft im Allgemeinen und für die Gräzistik im Besonderen beklagt.

## Familie
Schmidt heiratete am 3. Oktober 1598 in Wittenberg Anna Becker (* 20. März 1569 in Hamburg; † 27. März 1623 in Wittenberg), die Witwe des Michael Reichhart und Tochter des Handelsmanns in Hamburg Joachim Becker und dessen Frau Sophia (geb. Hügen). Aus dieser Ehe stammten drei Söhne und zwei Töchter.
- Zwei Söhne starben bereits in frühen Jahren.
- Die Töchter Rebecca Schmid ⚭ mit dem Magister Johann Schwalbe
- Sophia Schmid ⚭ mit dem Lizentiaten und Professor der Rhetorik Johann Müller
- Erasmus d. J.

Die zweite Ehe ging er am 18. November 1632 mit Magdalena, der Tochter des Advokaten von Meißen, Andreas Tuchscherer (auch Tucher) ein. Aus dieser Ehe stammt eine Tochter Magdalena, die aber kurz vor Schmidt verstarb.

## Werkauswahl
- Comment. In Dionys. Afrum Periget. & Lycophronis Cassandram.
- Hesiodus Ascareus: Poemata omnia. Wittenberg 1601.
- Calendarium Etymologicum Papisticum. Seuberlich, Wittenberg 1604. (Digitalisat)
- Tractatus de dialectis Græcorum principalibus, quæ sunt in parte λεξεως, etc. Seuberlich, Wittenberg 1604. (Digitalisat), Naumburg 1671, Straßburg 1711.
- Ed.: Friedrich Taubmann: Oratiuncula memoriae habita. 1613.
- Ed.: Cyrillus/Johannes Philoponus: Opusculum utilissimum de differentiis vocum Graecarum (…). Discursus eiusdem de pronunciatione * Graeca antiqua contra ncophyton. 1615.
- Pindarou Periodos, hoc est Pindari Lyricorum Principis, Plus Quam Sexcentis In Locis emaculati … Olympionikai. Pythionikai. Nemeonikai. Isthmionikai Illustrati ; Versione nova fideli. Rationis metricae indicatione certa. Dispositione textus genuina. Commentatio sufficiente. Schürer, Wittenberg 1616. (Digitalisat)
- Ed.: Novi Testamenti Jesu Christi Graeci, hoc est, originalis linguae, tameion aliis concordantiae jam dudum a pluribus desideratum. Gotha, Leipzig 1717.
- Sibyllina […] : In Tria Tmēmata Distributa. Seuberlich, Wittenberg 1618. (Digitalisat)
- Prodromus Conjunctionis Magnæ, anno 1623. futuræ. Das ist, kurtzes … in Gottes Wort und der Astrologischen Kunst gegründets Bedencken von dem grossen Cometstern, der in abgewichenem 1618. Jahre, im Novembri sich … sehen lassen und der vorstehenden grossen Conjunction die anno 1623. geschehen wird, gleichsam ein Morgenstern gewesen, etc. Heyden, Wittenberg 1619. (Digitalisat)
- Hypomnemata et alia quædam, ad grammaticam Phil. Melanchthonis … Revisam Pertinentia, pro usu adultiorum et docentium, seorsim edita. Fincel, Wittenberg 1631. (Digitalisat)
- Ed.: Philipp Melanchthon: Grammatica latina. 1622.
- Curriculum vitae des Erasm. Schmid. Nebst dem Programm der Universität Wittenberg. Wittenberg 1637.
- Opus sacrum posthumum in quo continentur versio Novi Testamenti nova ad graecam veritatem emendata (…). Sacer contextus graecus cum versione veteri. Nürnberg 1658.

Originalwerk
- Prodromus Conjunctionis Magnae, anno 1623. futurae. Wittenberg 1619 (vd17.bibliothek.uni-halle.de).